# Dolmen de Lestrigniou
Le dolmen de Lestrigniou, parfois orthographié dolmen de Lestrigiou, est un dolmen situé sur la commune de Plomeur, dans le département français du Finistère.

## Historique
Il est classé au titre des monuments historiques par arrêté du 14 mars 1927. Il a été endommagé par la construction d'un chemin rural mais fut restauré en 1977 par les services de l'Équipement.

## Description
En l'état, la chambre ne mesure plus que 2 m sur 1,50 m, la partie occidentale ayant été détruite. Elle est délimitée par quatre orthostate de chaque côté sur lesquels repose une épaisse dalle de couverture. Le seuil entre la chambre et le couloir était marqué par une pierre de seuil.  Le dolmen qui fut un temps considéré comme du type dolmen à couloir en « V » ou comme une allée couverte serait selon Jean L'Helgouach un dolmen à entrée latérale : les deux pierres verticales placées de manière perpendiculaire à l'axe principal sur le côté sud, visibles sur le plan dressé par Paul du Châtellier correspondraient aux vestiges d'un couloir latéral.
Lors des fouilles de 1876, un petit mobilier archéologique fut découvert. Les poteries (trois écuelles à fond rond et un vase à fond plat, tous carénés) appartiennent au type Kerugou, elles ont été datées du Néolithique final. Les objets lithiques découverts comprennent une grande lame en silex, deux haches en dolérite, un brassard d'archer et une pendeloque.

## Annexe